# Festa del Perdono (Montevarchi)
La Festa del Perdono di Montevarchi, che si tiene annualmente ogni prima settimana di settembre, è la versione in chiave moderna della ben più antica Festa del Sacro Latte di Maria Vergine originariamente celebrata in Montevarchi per onorare la reliquia del Sacro Latte, conservata in San Lorenzo. 
La festa, chiave di volta del sistema di potere della Fraternita del Sacro Latte, cambiò nome alla fine del Settecento quando la fraternita venne soppressa e smantellata e adottò quello di Festa del Perdono, rifacendosi a una più generale tradizione cattolica e uniformandosi, nel nome, a tutte le altre feste paesane delle città vicine, soprattutto San Giovanni Valdarno e Terranuova Bracciolini.

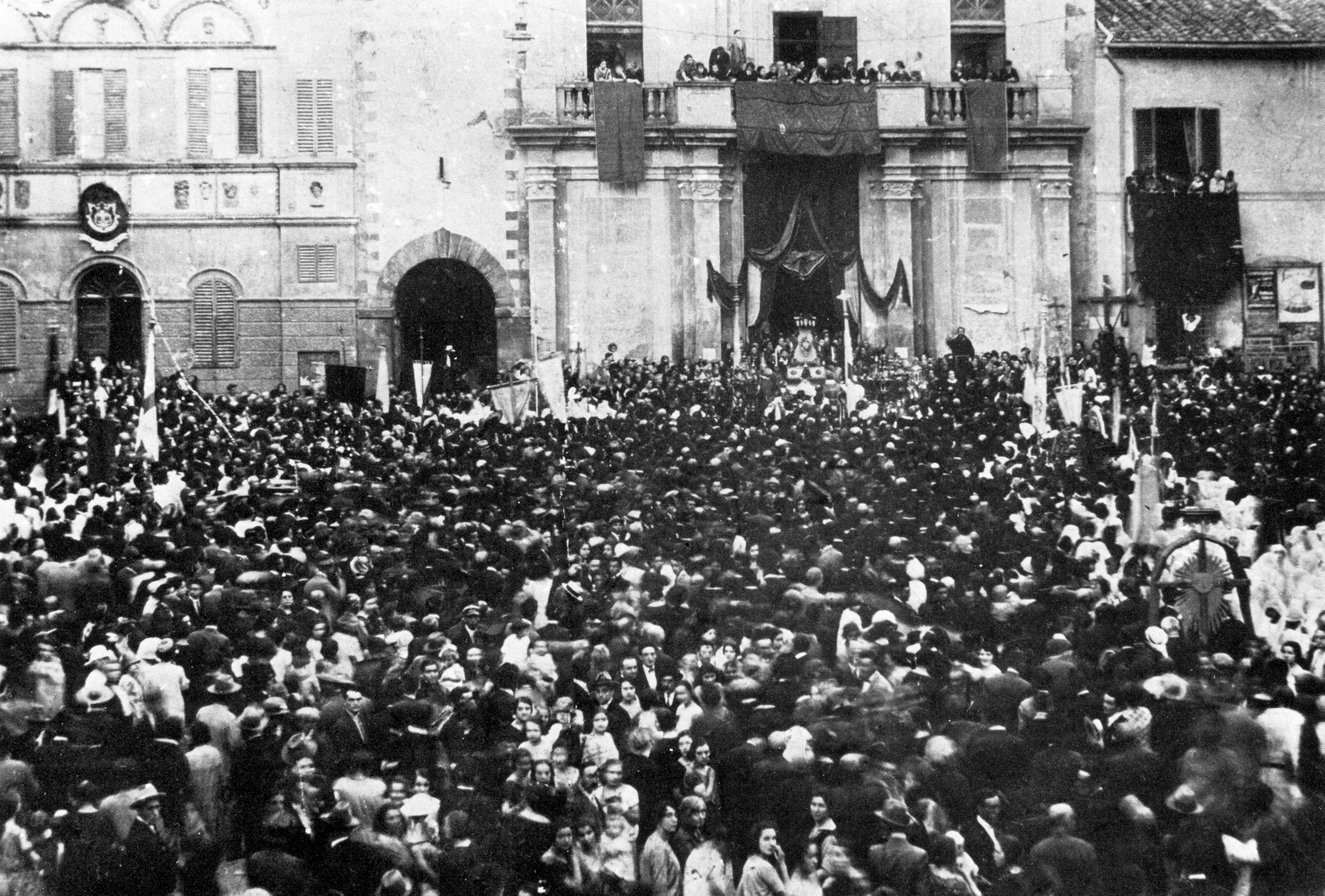
Piazza Varchi gremita di gente dopo una celebrazione degli inizi del Novecento

## Storia
(Prospero Gasparo Conti, Memorie sulla esistenza e Culto della sacra reliquia che si venera nella Insigne Collegiata di Montevarchi, 1787)

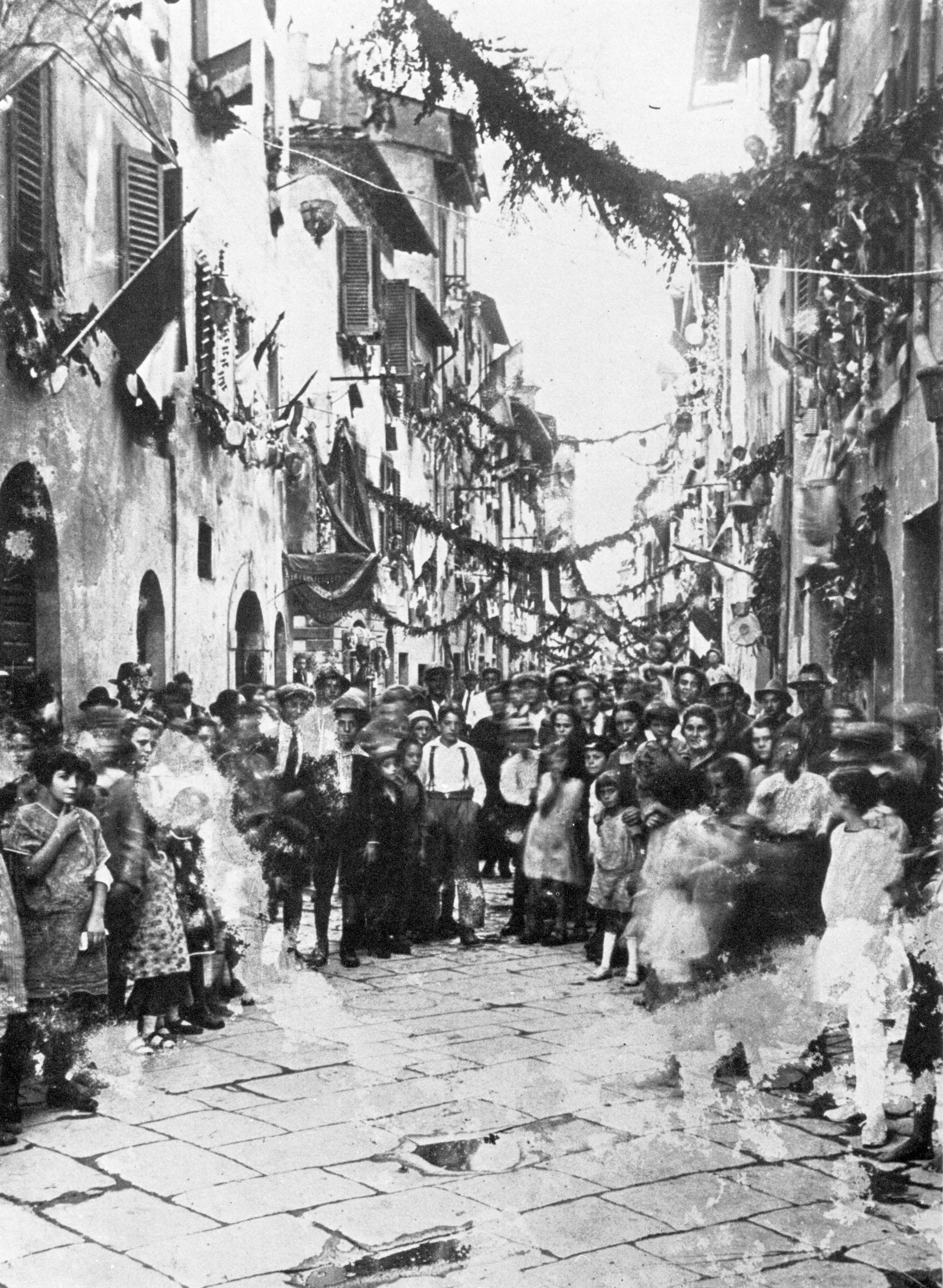
Il "Cantone" in festa

In antico la comunità di Montevarchi celebrava la sua festa il 2 gennaio nel giorno dedicato a san Macario Alessandrino, co-patrono della città. Quando poi arrivò in paese la Reliquia del Sacro Latte, tra il XIII e il XIV secolo, le feste paesane divennero due, ovvero quella tradizionale di san Macario e quella nuova del Sacro Latte che cadeva il 3 dicembre giorno dell'Immacolata Concezione. In ognuna delle due, e solo in queste occasioni, si esponeva la reliquia alla venerazione dei fedeli.
Questo almeno fino al 1427 quando «avendo Messer Lodovico di Nannoccio Nannocci da Montevarchi familiare di papa Urbano VI, ottenuto la Prioria di S. Lorenzo, e di quella reintegrato la Comunità del suo patronaggio, avendo speso di suo proprio Scudi 400 per benefizio della sua Patria; e non volendo esserne rifatto Nannoccio suo Padre; anzi facendone largità e dono alla Comunità; per solenne Partito nell'anno 1427 fu concesso a detta Casata de' Nannocci solito ogni anno far la festività della Concezione di Maria Vergine nella Chiesa di S. Lorenzo predetta all'Altare de' Nannocci, [detto oggi del Rosario], in tal giorno mostrare la Reliquia del Latte insieme colle altre Reliquie, chiamando tal Festa "Il Latte Dentro" e che la Festa del Latte solita farsi il dì di S. Macario, e per essere i giorni piccoli ventosi e piovosi, si trasferisse nel dì della seconda domenica dopo Pasqua di Resurrezione. Il che tutto fu vinto, e da Martino V Sommo Pontefice confermato». L'Immacolata divenne dunque la Festa del Latte Dentro mentre San Macario cominciò ad essere chiamata la Festa del Latte Fuori.
Piano piano però la Festa del Latte Dentro perse la sua importanza fino a scomparire quasi del tutto tra la fine del Cinquecento e l'inizio del Seicento mentre la Festa del Latte Fuori acquisì sempre più popolarità nella comunità di Montevarchi tanto che finì per divenire l'unica e vera festa cittadina e prese ad essere chiamata Festa del Sacro Latte. Nonostante ciò, almeno fino a tutto il Settecento, ogni 3 dicembre alle tre di notte il campanile della collegiata batteva a festa tre rintocchi doppi e per il centro cittadino si accendevano luci e scoppiavano fuochi d'artificio.
L'unica Festa del Latte rimasta continuò ad essere fissata alla seconda domenica dopo Pasqua «fino all'anno 1709 [...] quando dopo l'ultima restaurazione e ingrandimento della Chiesa Collegiata, trasferire dovendosi la Reliquia alla nuova magnifica Cappella, fissato fu dopo molte contestazioni, che l'annuale solenne Festa si celebrasse la prima domenica di settembre. Ed uno de' principali motivi si fu perché mancando assegnamenti per terminare affatto la fabbrica incominciata fino dal marzo del 1706 speravasi nella maggior quantità dello limosime, che i Devoti avrebbero contribuito; essendo che le case nel mese di settembre, per le prossime passate raccolte non mancano di Grasce da far danari. E tanto è vero che l'interesse, il quale molte volte si cuopre col mantello della Religione, egli è sovente la molla delle umane risoluzione anco delle opere di pietà».

## Il Capitano della Festa
Dal XVII secolo «fu costume [...] che si creasse ogni anno un Contestabile, il quale era sempre uno della Famiglie principali, e più comode della Terra, e sopraintender dovea, alla Festa in tutto ciò che risguardava il popolare. E nelli Statuti del Comune si vede conceduta dal Gran Duca la Creazione di detto Contestabile sotto nome di Capitano della Festa».
Il Capitano della Festa cominciava «a esercitare la sua carica il sabato precedente verso la sera quando esciva di casa nobilmente vestito, con quattro Trombe, e quattro Tamburi avanti, e col seguito di più altre persone civili del Paese vestite ancor esse con pompa; delle quali marciavano seco, uno in qualità di Tenente, uno di Alfiere, e due Sargenti armati di partigiana, e di spada all'uso militare, e col seguito di molte altre persone d'ogni grado, e d'ognì età vestite pulitamente, ed armate di spada, e terzetta, tirando scoppi continuamente, e facendo salve in aggradimento della Festa».
Poi «con questa comitiva si portava il Contestabile alla Chiesa all'ora di Compieta, solita cantarsi solennemente per prendere il suo possesso, il quale era questo. Finita la Funzione di Chiesa, usciva fuori nel Cimitero, dove lo aspettavano gli Operai di Fraternita, col loro Capo, detto il Proposto di Fraternità; e questi da luogo alquanto elevato faceva un breve discorso e consegnava solennemente una Bandiera coll'Immagine della Madonna al Contestabile, il quale la riceveva con un altro breve complimento, e la consegnava al suo Alfiere allo sparo di molti colpi, che formavano una salva di allegrezza. Indi, se non era molto tardi, faceva un giro colla stessa Comitiva per la Terra, e ritornava alla propria casa. La mattina della Domenica col medesimo treno, ed anco maggiore per la quantità di quelli, che in qualità di soldati se gli aggiungevano (essendo permesso a tutti il porsi nello squadrone) se n' andava alla Chiesa ad ora comoda per udir Messa, dopo la quale, egli con tutto il seguito invitato dai Festajoli passava nel Salone ad una breve refezione. Finita la quale andava marciando per la Terra, affinché pel concorso del Popolo non nascessero tumulti fino a tanto che venisse l'ora della Processione, alla quale dopo dato egli i suoi buoni ordini, prendeva insieme col Potestà le prime due aste del baldacchino della Reliquia, e gli altri suoi Ufiziali, e Cortigiani le altre. Nel tempo, che si cantava la Messa fuori di Chiesa dopo la Processione, il Contestabile si poneva in qualche parte della Piazza, perché insorgendo tumulti fosse pronto a sedarli coi suoi soldati; e finita la Messa conduceva i Corpi delle Arti, che portavano un'offerta per ciascheduno all'Altare».
«Ritiravasi dopo questa funzione il Contestabile co' suoi Ufiziali nella ringhiera a mano sinistra della facciata della Chiesa per assistere alla mostra delle Reliquie, e solenne benedizione con quella del Sacro Latte, stando in quella a mano destra il Coro de' Musici, che prevenivano con una strofa dell'Inno "Veni Creator Spiritus" l'annunzio del nome di ciascheduna Reliquia, seguito dopo da una breve sinfonia di Trombe, e da una salva de' soldati. Nel dopo pranzo usciva collo stesso treno, e corteggio al Vespro, e la sera sul tardi si ritirava».
«Nella mattina seguente del Lunedì, correndo la tornata della Congregazione de' Preti, usciva sull'ora della Messa cantata, assisteva al Discorso solito farsi, ed alla Processione: e nel dopo pranzo fu solito chiudere la Festa, o colla rappresentazione di qualche Fortezza espugnata, o con qualche Caccia di Animali, cui era a carico del Contestabile di provvedere avanti, e conservarli. Terminava la Festa all'ore 24 Italiane del detto giorno coll'accompagnamento a casa del Contestabile, il quale senza formalità, e privatamente andava quindi al Salone, dov'era preparata a parte una distinta cena per esso e per quelli, che erano nella Borsa del Contestabile, ed altre tavole per li soldati, che avean frequentato il corteggio. Dopo la cena poi si tirava dalla sopraddetta Borsa il nuovo Contestabile per l'anno futuro».

## La grande processione
È il cronachista Jacopo Sigoni ad aver tramandato una descrizione di come si svolgesse, tra il XVII e il XVIII secolo, la grande processione per la città della reliquia del Sacro Latte.
Ovviamente apriva il corteo la croce della Fraternita del Latte seguita dalle sei compagnie religiose montevarchine ossia quella degli Azzurri detta anche dei Fanciulli, di San Carlo, di Santa Maria della Neve, di Sant' Antonio Abate, del Crocifisso e del Corpus Domini. Subito dopo le compagnie del contado come quella di Santa Croce a Pietraversa, di San Tommaso a San Tommè o di San Piero a Sinciano.
La Compagnia di Sant' Antonio portava, su una barella dorata e sotto un baldacchino di drappo, un tabernacolo antico contenente vari reliquiari tra i quali ce n'era uno a forma di lanternino, tutt'oggi esistente, che si diceva fosse stato trovato sotto l'altar maggiore della chiesa di S. Lorenzo al Castellare ovvero la primitiva chiesa del castello di Montevarchi. 

Quel particolare reliquiario conteneva un pannicello di lino che tuttavia, nonostante i secoli, sembrava addirittura nuovo e, come osservava Sigoni, la cosa era di per sé già una meraviglia «poiché il panno, dopo alcune centinaia d'anni, avrebbe dovuto essere tutto corrotto. Ancor più meraviglioso è il fatto che quel pezzo di stoffa è macchiato di rosso, di un colore che sembra quello del sangue appena sgorgato dalle vene, vivo, mentre sappiamo che il sangue versato su un panno in breve tempo perde il suo colore così rosso e acceso. Anche se questo panno fosse stato dipinto di rosso, dopo un così gran lasso di tempo, avrebbe dovuto essere ugualmente scolorito. È probabile che quello sia sangue dì martiri che si è così prodigiosamente conservato».
In passato si era anche tentato di aprire il lanternino per vedere che cosa contenesse ma, dopo alcuni vani tentativi, si decise di lasciarlo così com'era per non correre il rischio di romperlo e dunque il suo eventuale contenuto è fino ad oggi rimasto un mistero. 

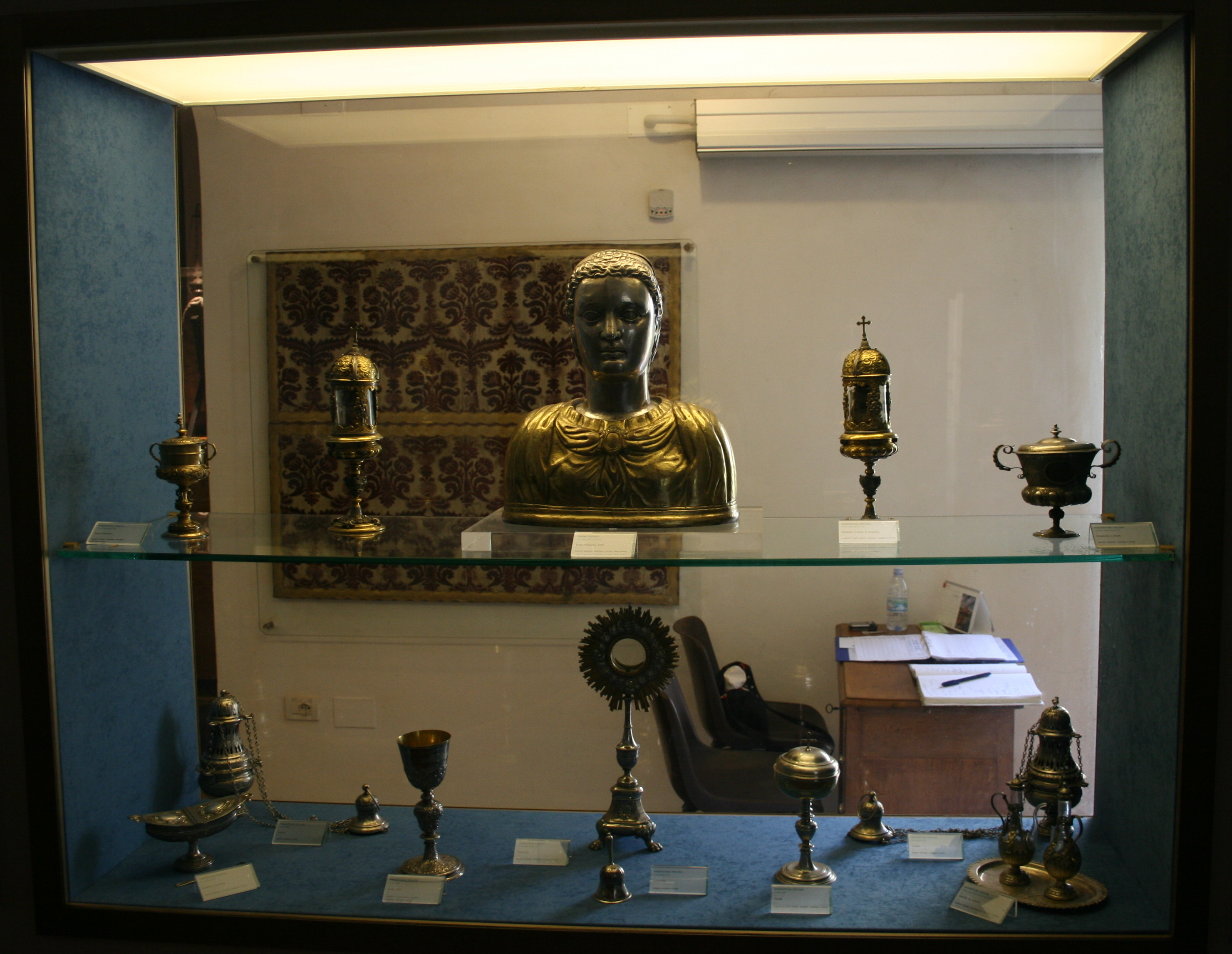
Il reliquiario che conteneva la "testa" di una compagna di Sant' Orsola. Montevarchi, Museo della Collegiata

La Compagnia del Crocifisso trasportava invece, sempre su una barella dorata e sotto un baldacchino, quella che si diceva fosse la testa di una delle compagne di Sant'Orsola. I fratelli della Compagnia del Corpus Domini caricavano, sopra una portantina di noce intagliato e sotto un baldacchino di velluto rosso, un Cristo scolpito in legno alto più di tre braccia.
Dietro di loro venivano le fanciulle nubili che, in quell'anno, avevano ricevuto la dote di circa trenta scudi dall'eredità di Ser Andrea Bartoli. Indossavano un abito bianco con a tracolla una borsa pendente, simboli rispettivamente del loro nubilato e della dote, con in testa una corona di rametti d'olivo e ogni ragazza era accompagnata da una madrina generalmente più vecchia e ben vestita.
Seguivano i padri cappuccini e gli zoccolanti, che talvolta superavano le sessanta unità, e quindi i padri conventuali del Convento di San Ludovico.
Dopo i frati venivano i preti secolari della Terra di Montevarchi e quelli delle parrocchie di fuori che, accompagnati da squilli di tromba, intonavano alternativamente inni della Madonna, degli Apostoli, dei Martiri, dei Confessori e delle Vergini.
Per ultima passava la reliquia del Sacro Latte. La portantina dorata sulla quale viaggiava la pisside contenente l'ampolla del latte era ricoperta da un baldacchino di tela bianca argentata portato dal Podestà di Montevarchi, dal Capitano della Festa e dai suoi ufficiali.
Al passaggio della reliquia, coloro che assistevano alla processione applaudivano calorosamente ed i soldati la salutavano sparando con i loro archibugi. Una parte dei soldati restava ai lati del baldacchino insieme ad altri ufficiali con la bandiera, l'altra parte seguiva le restanti reliquie con pifferi e tamburi. I soldati erano in tutto circa sessanta.
La Reliquia del Latte era seguita da rappresentanti del Comune, dagli Operai della Fraternita, e da una grande folla. Quando la processione passava davanti al Monte di Pietà si vedevano inginocchiate alla porta due ragazze nubili vestite di bianco con anche loro in testa una corona di olivo e anche loro, ma dal Monte Pio e dalla Fraternita del Latte, avevano ricevuto in quell'anno la dote. E quando era sfilato tutto il corteo dei religiosi si univano in coda alle altre donne.
Al ritorno davanti alla Collegiata di San Lorenzo, tutte le compagnie aspettavano fuori della chiesa facendo ala al passaggio della Reliquia. Tra tutti i confratelli delle varie compagnie, illuminavano il sagrato e la piazza antistante più di cento ceri, ognuno dei quali, da nuovo, pesava 12 libbre e mezzo ed era alto più di quattro braccia. Gli altri uomini delle compagnie, i frati ed i preti, portavano ciascuno una candela di quattro once.

## La Messa all'aperto

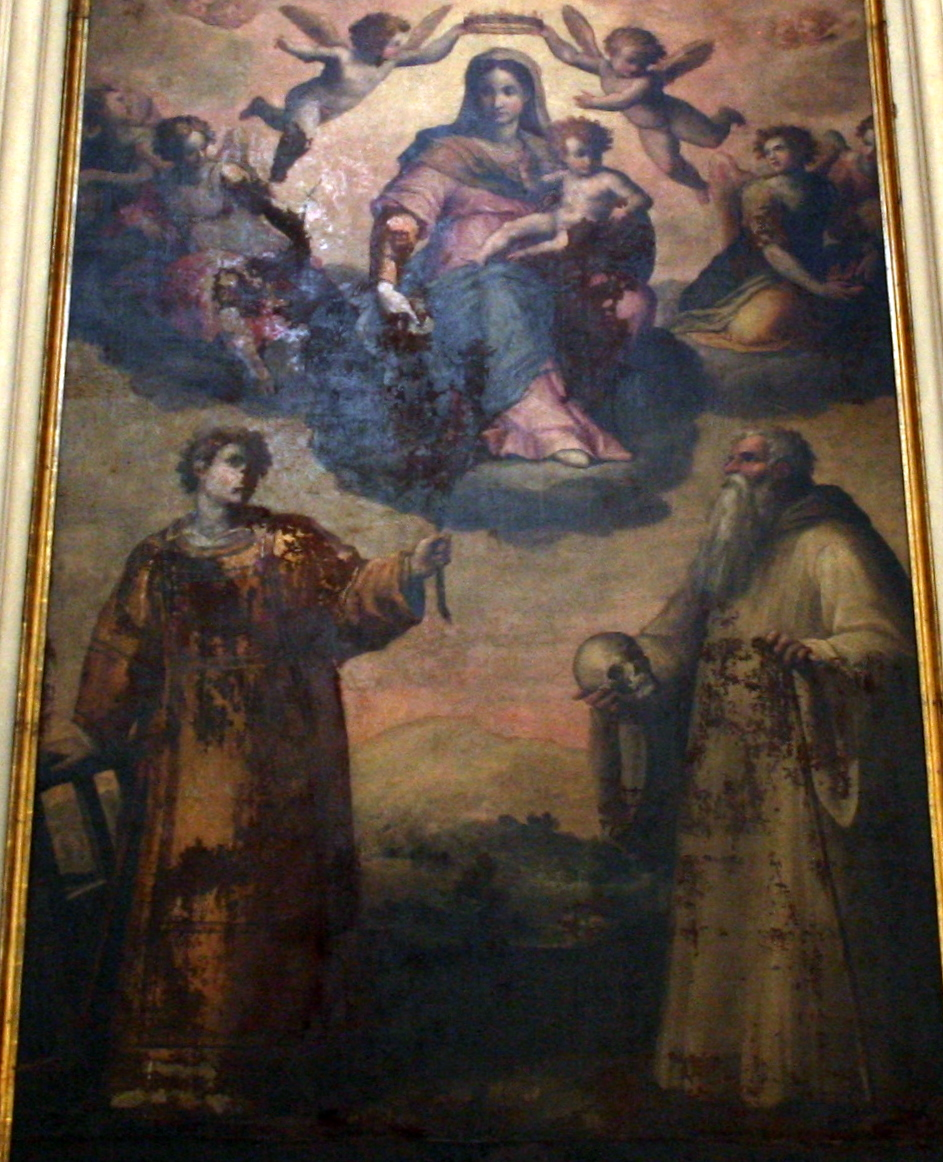
La Madonna col Bambino, oggi sull'altare laterale destro della Collegiata

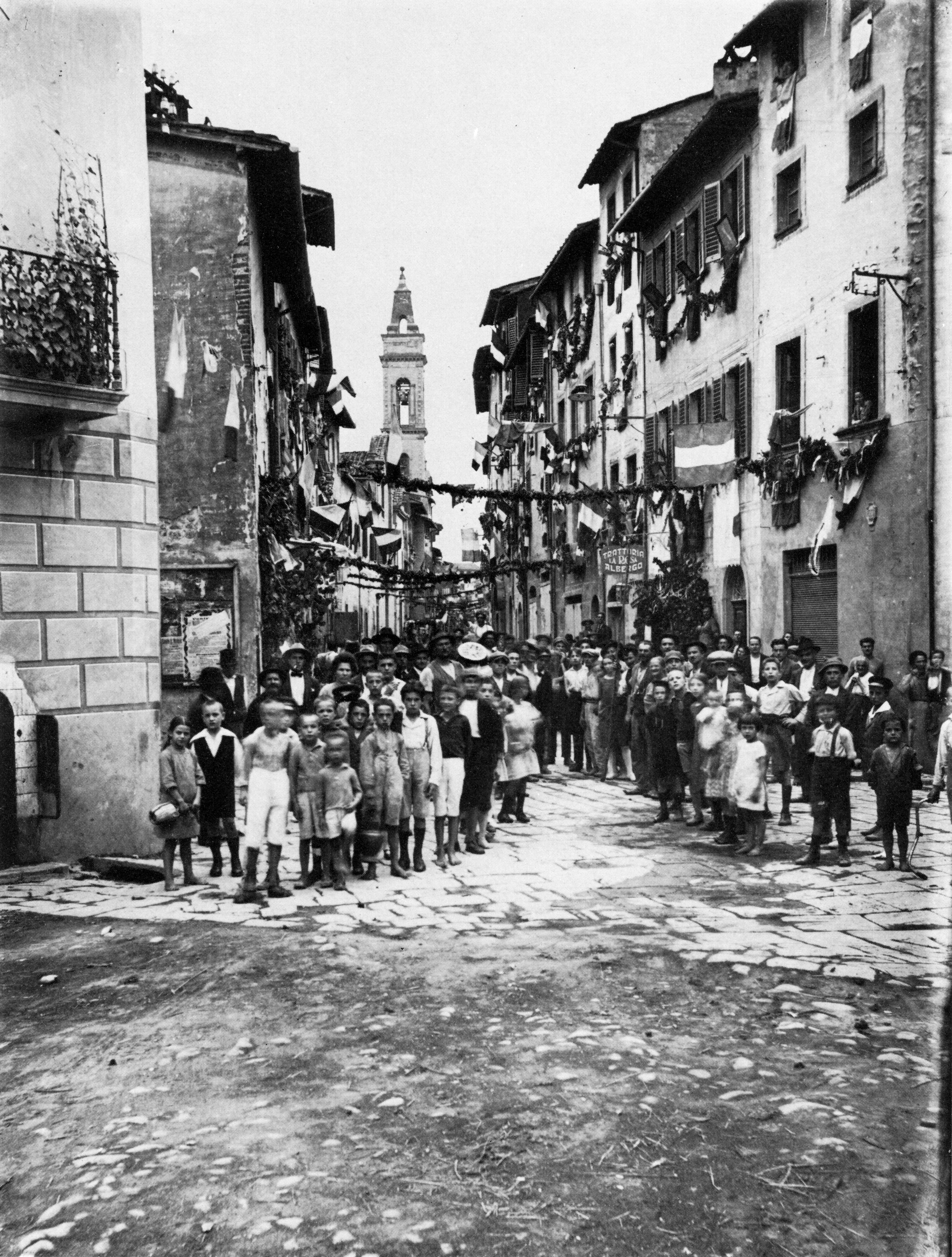
Via San Lorenzo durante un perdono di inizio secolo

Alcuni giorni prima della festa, davanti alla facciata di San Lorenzo, veniva fissata una tenda lunga più di venti braccia che andava a coprire un altare con cinque gradini. Sull'altare erano dipinti la Madonna col Bambino e sotto di lei San Macario e San Lorenzo.
Mentre la processione continuava a confluire nella piazza, la reliquia del latte e tutti gli altri reliquiari venivano deposti sull'altare già preparato fuori e cominciava la solenne messa cantata con tanto di accompagnamento musicale. Stando al Sigoni, i fedeli che rimanevano nella piazza erano così numerosi che la chiesa non avrebbe potuto contenerne nemmeno la quinta parte. Anzi proprio per l'insufficiente capienza della chiesa, in questa occasione, il papa aveva concesso il privilegio di celebrare la messa cantata all'aperto.
Durante la celebrazione il Capitano della Festa si metteva da una parte della piazza attorniato dai suoi soldati per sedare le sommosse, neanche tanto rare, che avrebbero potuto originarsi nel corso della messa e delle manifestazioni successive. Conclusa la celebrazione liturgica i rappresentanti del Comune, gli Operai del Monte di Pietà e quelli della Fraternita del Latte facevano la loro offerta all'altare seguiti poi dai Corpi delle Arti che mostravano ciascuno come si svolgeva il proprio lavoro. A rappresentare ogni corporazione venivano scelti i giovani migliori che per tutto l'anno ne facevano un punto d'onore.
I lavoratori delle Spalle d'Arno, cioè coloro che mantenevano in ordine gli argini del fiume, piantavano a terra un palo dorato e con delle mazze lo percuotevano a mo' di tamburo mimando un'operazione che, nel loro ambito tecnico, era detta "battare il Monato".
I contadini con un paio di buoi riccamente addobbati mettevano in scena l'aratura dei campi e la semina, la mietitura e la battitura del grano. Per la simulazione della battitura gli agricoltori stendevano a terra fasci di grano che erano stati appositamente scelti e conservati a questo scopo dal raccolto dell'estate precedente nella chiesa di Sant'Antonio. Tutti i chicchi che saltavano fuori dalle spighe battute erano raccolti dai presenti e portati a casa per mischiarli, in segno di devozione e di buon auspicio, ai chicchi che sarebbero serviti per la semina dell'anno venturo.
I mugnai invece offrivano sei staia di farina e quando veniva il turno dei cacciatori venivano liberate per la piazza lepri e volpi procurate dal Capitano che i cacciatori poi tentavano di colpire. Venivano dunque gli speziali e a seguire tutte le altre corporazioni. Ciascuna arte faceva la sua offerta separatamente dalle altre e veniva accompagnata dalla via antistante la piazza fino all'altare da tutti i soldati con pifferi e tamburi.
Chiudeva la sfilata un gruppo di bambini nudi che offrivano candele per grazie ricevute e, commenta Sigoni, era «cosa ch'intenerisce e muove altrui riverir».
Con la piazza gremitissima di gente tanto che molte persone, vestite con gli abiti più svariati e con accesi colori, si erano assiepate sui tetti delle case e alle finestre, il Capitano della Festa, dopo aver guidato con i soldati ciascun Corpo delle Arti all'altare per deporre le offerte, si metteva con i suoi ufficiali alla ringhiera sinistra della facciata della chiesa per assistere, da posizione privilegiata, all'esposizione delle reliquie ed alla solenne benedizione del Sacro Latte.
Alla ringhiera destra stava invece il coro che all'annuncio del nome di ogni reliquia intonava una strofa dell'inno Veni Creator Spiritus seguito da un breve suono di trombe e da uno sparo a salve. Per l'esposizione e la benedizione, le reliquie venivano portate nel terrazzino che stava, e ancora oggi sta, sopra la porta della chiesa.
Le mostrava al popolo il sacerdote più alto in grado fra i presenti che benediceva la folla con ciascun reliquiario e poi solennemente con quello del Latte. Per ogni reliquiario due canonici dicevano i nomi dei santi a cui appartenevano le reliquie ivi custodite: uno pronunciava il nome in latino e l'altro in volgare. Prima di arrivare alla benedizione solenne con la Reliquia del Latte veniva pronunciato un discorso in onore della Madonna e del suo Latte poi un canonico recitava il Confiteor come atto di pentimento per i peccati di tutti, dopodiché si incensava il tabernacolo già aperto e si mostrava al popolo la Reliquia con la quale si benedicevano i fedeli che dicevano tre volte ad alta voce Misericordia!.

## Una testimonianza d'eccezione

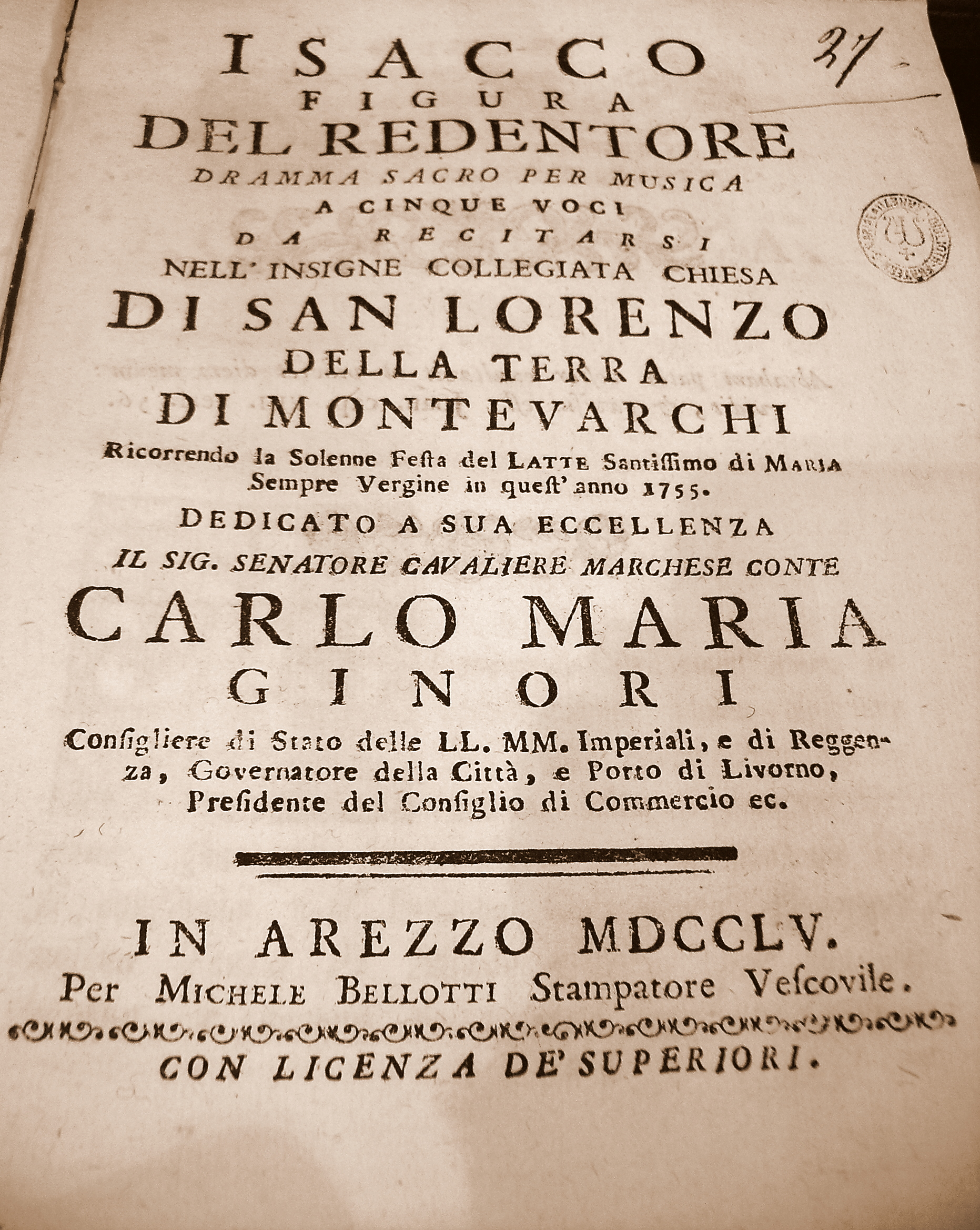
Un dramma sacro di Pietro Metastasio adattato per la rappresentazione durante la festa montevarchina del 1755

Passò da Montevarchi in festa nel 1607 anche il poeta Vincenzo da Filicaja che, con la fiorentina Compagnia di San Benedetto, si recava a Loreto in pellegrinaggio: «presso a Monte Varchi s' entrò nella Chiesa della Madonna del Giglio, e salutata quella miracolosa Immagine coll'Inno O Gloriosa, e coll'Antifona Regina Coeli, alla porta della detta Terra si pervenne, fuor della quale il Sig. Alessandro Landini Podestà si presentò al Governatore con espressioni molto amorevoli. Era Montevarchi coll'occasione della Festa del Santissimo Latte, che solennemente vi si celebra, tutto pieno di soldatesca a bandiera spiegata, e tamburo battente assai bene in arnese, e gli Signori della Festa in sontuosa gala, e splendidamente vestiti; e tutto il rimanente di quel popolo sopra la sua condizione adorno, e oltra 'l credere di chi mai non lo vide, d'intenso giubbilo, e d'incredibile allegrezza ripieno. Alla fama del nostro arrivo il Contestabile della Festa con tutta la solennità del sopraddetto apparato ci si fece innanzi fuor della Porta, e coll'Insegna della sua maggioranza, e con replicati tiri di moschetti, e con trombe, e tamburi, e flauti molto festevolmente accogliendoci, e la nostra fila in mezzo a quelle de' soldati ricevendo, ci fé scorta in fino alla Collegiata, dov' era 'l concorso grandissimo. Con le due consuete strofe del Pange lingua s' adorò l'Altare del Sacramento, e quello, che conserva il dolcissimo Tesoro delle Sacrosante Mammelle coll'Inno O Gloriosa Virginum in falso bordone si venerò. Nell'uscir di Chiesa, che a capo della piazza risiede, si ridestò l'acquietato strepito de' moschetti, e delle trombe, col favor delle quali, da infinita moltitudine seguitati, ci portammo fuori della Porta di Montevarchi, dove il Governatore al Contestabile, e agli altri Vffiziali della Festa quelle grazie rendé, che a sì nobile, e sì pomposo, e sì magnifico ricevimento giudicò convenirsi».

## La riforma del 1720
«Del rimanente poi era così permesso a tutti e grandi, e piccoli l'uso dell'armi da fuoco, e da taglio dal Sabato a tutto il Lunedì, che era una maraviglia il vedere anco i ragazzi di tenera età unirsi in truppa armati di spada, e pistola, e far le loro salve di allegrezza. Ma l'uso di questi scoppi così replicato, continuo, sregolato annojava le persone più quiete, e sensate; arrivandosi a sparare fin nel vestibolo della Chiesa, turbando gli Ufizj divini, e con tanta insolenza, che per quanto fossero avvertiti, e ripresi coloro che sì fattamente operavano, non attendevano ordini, o ammonizioni. E siccome stimavano gl'ignoranti di far un bel saluto collo sparo della pistola, salutavano così ancora i Giovani scapigliati le loro Dame; ed era una tal continova ripercussione dell'aria per quei tre giorni, che era diventata poi anzi insolenza, che desio di applaudire alla Festa».
Con «questo stile nel popolare si condussero le cose fino all'anno 1720 nel quale essendo la nostra Terra agitata da diverse scissure, e fazioni, fu nella Festa di quell'anno interdetto l'uso dell'armi. Ricorsero il Contestabile, e gli Ufiziali maggiori al Sovrano, ed esposero esser questo un privilegio conceduto dalla Casa Serenissima, e confermato da passati Regnanti. Ma non avendo mostrato detto privilegio, perché era scritto solamente in capo a chi lo diceva, e ridottosi a non avere altra prova, che una semplice tradizione, il ricorso non produsse altro effetto, che la speranza di poter forse ottener la grazia per 40 o 50 persone da scegliersi ogni anno a piacimento del Contestabile. Ma parendo ai Ricorrenti di rimaner offesi per questa limitazione, non vollero accettarla: e il Contestabile, che era in quell'anno Cammillo Mini, non volle nemmeno esercitar la sua carica, credendo con somma semplicità ed egli, e gli altri, di far in tal maniera dispetto al Gran Duca. Quindi è che nell'anno 1721, non essendo stata fatta nell'antecedente la solita estrazione pel riferito puntiglio, fu del tutto intermessa questa cerimonia, né al dì d'oggi più se ne parla. E si è veduto poi, che questa mutazione è anco piaciuta, imperciocché quegli che era estratto per questa Carica, non n' esciva fuori senza una spesa da mettere al di sotto la propria casa, e guastare i suoi capitali».

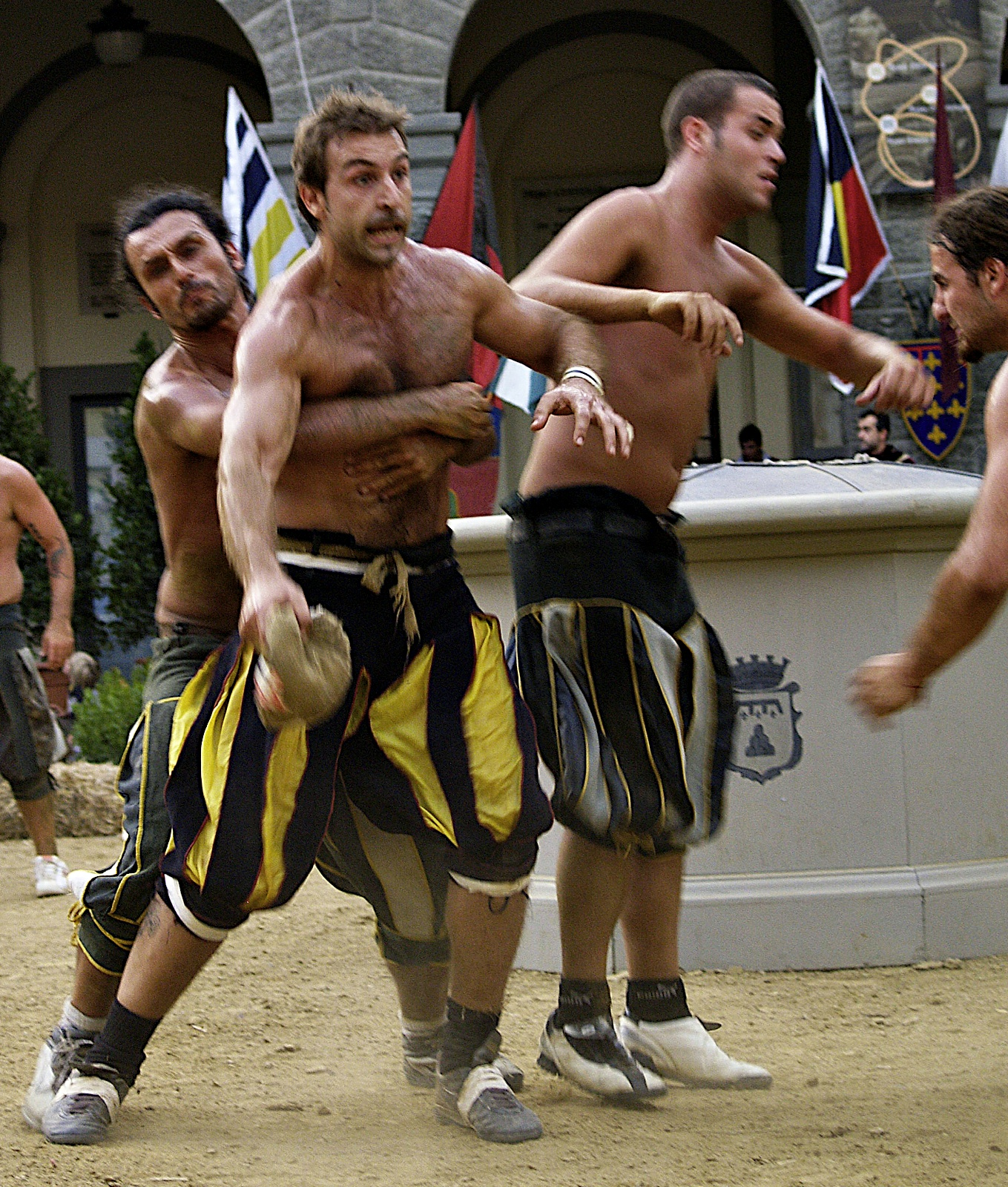
Gioco del Pozzo 2008

## La trasformazione in Festa del Perdono
«Il concorso del Popolo che per l'accennata mutazione s'era notabilmente diminuito, fu risvegliato in parte nell'anno 1722 col richiamo d'una scelta musica eseguita da una Compagnia di Professori Fiorentini. E nel 1723 fu indennizzato pienamente con una cosa non più veduta nella nostra Chiesa; e questa fu una copiosa luminara a cera; spettacolo che forma anco in oggi un colpo d'occhio assai brillante, risaltar facendo tutti i cornicioni, ringhiere e altri ornati della ben intesa Architettura di tutta la Chiesa, lo che rese contento, e allegrezza al Popolo, o a' Fiorentini intervenuti alla Festa. Fu quindi appoco appoco abolito l'uso, o piuttosto l'abuso, di celebrarsi in Piazza la Messa cantata in un'ora anco incongrua, e fral rumore inseparabile di una gran moltitudine di Popolo tutto in brio, ed allegrezza. E finalmente non senza qualche rincrescimento del volgo ignorante, e materiale dopo la Festa del 1774 non si è più pensato alle antiche rappresentanze, che si facevano nella Piazza dai Corpi delle Arti dopo fatta in Chiesa la loro offerta».
Ma il cambiamento più radicale alla festa, come a tutta la comunità di Montevarchi, arrivò nel 1785 quando, con decreto granducale, tutte le compagnie religiose vennero sciolte d'ufficio e con loro anche la Fraternita del Latte che poi era quella che per secoli aveva finanziato e organizzato l'evento. Sparirono con lei tutte quelle pratiche festaiole tradizionali che altro non erano che vestigia del potere della fraternita: la gerarchia della grande processione, l'uso strumentale di ragazze nubili da far maritare e soprattutto il lucroso business delle offerte. Ad ulteriore conferma del cambiamento radicale che i Lorena volevano imprimere in Montevarchi, il nome della festa cambiò da Festa del Sacro Latte in Festa del Perdono uniformandolo a quello delle altre feste dell'area fiorentina.
La Festa del Perdono, quantomeno nel fiorentino, era generalmente abbinata al giorno in cui si festeggiava il santo patrono e prendeva questo nome dal fatto che, in quel giorno, a chi si fosse recato alla messa solenne e si fosse comunicato, veniva concessa la remissione da tutti i peccati o "il perdono". Cosa che d'altra parte si era sempre fatta anche a Montevarchi.

## Gioco del pozzo
Albo D'oro
Quartieri di Sant'Andrea, San Francesco, San Lorenzo, Santa Maria.
- 1985 (San Lorenzo)
- 1986 (San Lorenzo)
- 1987 (San Lorenzo)
- 1987 (non disputato)
- 1988 (non disputato)
- 1989 (non disputato)
- 1990 (San Lorenzo)
- 1991 (San Lorenzo)
- 1992 (non disputato)
- 1993 (non disputato)
- 1994 (non disputato)
- 1995 (non disputato)
- 1996 (non disputato)
- 1997 (San Lorenzo)
- 1998 (San Lorenzo)
- 1999 (San Lorenzo)
- 2000 (San Lorenzo)
- 2001 (San Lorenzo)
- 2002 (San Lorenzo)
- 2003 (San Lorenzo)
- 2004 (San Lorenzo)
- 2005 (San Lorenzo)
- 2006 (San Lorenzo)
- 2007 (San Francesco)
- 2008 (San Francesco)
- 2009 (San Lorenzo)
- 2010 ( Santa Maria)
- 2011 (San Francesco)
- 2012 (San Francesco)
- 2013 (San Francesco)
- 2014 (San Francesco)
- 2015 (San Francesco)
- 2016 (San Francesco)
- 2017 (San Francesco)
- 2018 (Santa Maria)
- 2019 (San Francesco)
- 2020 (non disputato)
- 2021 (San Francesco)
- 2022 (Santa Maria)
- 2023 (Santa Maria)
- 2024 (Santa Maria)

Vittorie Mezzine per quartiere
- 16 Mezzine (San Lorenzo)
- 11 Mezzine (San Francesco)
- 5 Mezzine (Santa Maria)
- 0 Mezzine (Sant'Andrea)